# Edward Winter
Cet article concerne l'acteur. Pour l'historien des échecs, voir Edward Winter (historien).
Edward Winter est un acteur américain né le 3 juin 1937 à Ventura, Californie (États-Unis), mort le 8 mars 2001 à Woodland Hills (Los Angeles). Il notamment joué dans la série M.A.S.H. comme colonel Flag (agent secret œuvrant pour la CIA).

## Filmographie
(juin 2025).
- 1968 : L'Étrangleur de Boston (The Boston Strangler) : Man in hallway
- 1954 : The Secret Storm (série télévisée) : Bob Hill #3 (1969)
- 1970 : Somerset (série télévisée) : Mr. Whittingham (1970)
- 1973 : Big Daddy (TV)
- 1973 : Adam's Rib (série télévisée) : Kip Kipple
- 1974 : À cause d'un assassinat (The Parallax View) d'Alan J. Pakula : Senator Jameson
- 1974 : The Disappearance of Flight 412 (TV) : Mr. Cheer
- 1976 : Eleanor and Franklin (TV) : Joe McCall, reporter on funeral train
- 1976 : Dollars en cavale (en) (Special Delivery) de Paul Wendkos : Lorenzo Pierce
- 1976 : The Invasion of Johnson County (TV) : Major Edward Fershay
- 1977 : Never Con a Killer (TV) : Deputy DA J.C. Hadley
- 1977 : The Girl in the Empty Grave (TV) : Dr. Peter Cabe
- 1977 : The Gathering (TV) : Roger
- 1979 : Rendezvous Hotel (TV) : Jim Becker
- 1980 : Mother and Daughter: The Loving War (TV) : Doug
- 1980 : The Scarlett O'Hara War (TV) : Clark Gable
- 1980 : Changement de saisons (A Change of Seasons) : Steven Rutledge
- 1981 : The Big Black Pill (TV) : Jerrold
- 1981 : Fly Away Home (TV) : Lieutenant Colonel Pace
- 1982 : Wait Until Dark (TV) : Sam Hendrix
- 1982 : The Adventures of Pollyanna (TV) : Dr. Richard Chilton
- 1982 : Family in Blue (TV)
- 1982 : The First Time (TV)
- 1983 : Porky's II: The Next Day : Gebhardt
- 1984 : Empire (série télévisée) : T. Howard Daniels
- 1984 : The Lost Honor of Kathryn Beck (TV) : Carl Macaluso
- 1984 : Copain, copine (The Buddy System) : Jim Parks
- 1985 : Flics à Hollywood ("Hollywood Beat") (série télévisée) : Capt. Wes Biddle
- 1985 : Misfits of Science (TV) : Dr. Strickland
- 1986 : Comment se débarrasser de son patron (9 to 5) (série télévisée) : William 'Bud' Coleman
- 1986 : Stranded (TV) : Tommy Claybourne
- 1986 : Perry Mason: The Case of the Notorious Nun (TV) : Jonathan Eastman
- 1986 : Une vie de star (There Must Be a Pony) (TV) : David Hollis
- 1986 : Le Cadeau de Noël (en) (The Christmas Gift) (TV) : Thomas A. Renfield
- 1987 : From the Hip de Bob Clark : Raymond Torkenson
- 1989 : Le Carnet fatal (Mike Hammer: Murder Takes All) de John Nicolella (en) : Johnny Roman
- 1990 : Over My Dead Body (TV) : Chief Shirer
- 1990 : Columbo - L’enterrement de Madame Columbo  (Columbo: Rest in Peace, Mrs. Columbo) (TV) : Charlton 'Charlie' Chambers (as Ed Winter)
- 1990 : The Family Man (série TV) : Bus Harbrook (1990)
- 1991 : Held Hostage: The Sis and Jerry Levin Story (TV) : Bill Prentiss
- 1993 : The American Clock (TV) : William Durant
- 1994 : Drôles de Monstres (Aaahh!!! Real Monsters) (série TV) : Dr. Buzz Kutt (voix)
- 1997 : Les Castors allumés (The Angry Beavers) (série TV) : Scientist #1